# Västra Haksjön
Västra Haksjön är en sjö i Dals-Eds kommun i Dalsland och ingår i Örekilsälvens huvudavrinningsområde. Sjön är 22 meter djup, har en yta på 0,463 kvadratkilometer och befinner sig 152,5 meter över havet. Sjön avvattnas av vattendraget Stampbäcken.

## Delavrinningsområde
Västra Haksjön ingår i det delavrinningsområde (653787-127054) som SMHI kallar för Utloppet av Västra Haksjön. Medelhöjden är 185 meter över havet och ytan är 4,17 kvadratkilometer. Det finns inga avrinningsområden uppströms utan avrinningsområdet är högsta punkten. Stampbäcken som avvattnar avrinningsområdet har biflödesordning 3, vilket innebär att vattnet flödar genom totalt 3 vattendrag innan det når havet efter 73 kilometer. Avrinningsområdet består mestadels av skog (88 procent). Avrinningsområdet har 0,45 kvadratkilometer vattenytor vilket ger det en sjöprocent på 10,8 procent.